# Beeton (Ontario)
Beeton ist eine Kleinstadt im südlichen Simcoe County in Kanada.
Sie liegt zwischen Tottenham und Alliston und wurde 1991 mit diesen beiden Städten zu New Tecumseth zusammengeschlossen.
Die Region wurde zuerst kurz vor 1836 von einer Gruppe Pioniere um William Hammill besiedelt, die 1827 in Kanada angekommen waren. Im Jahre 1852 wurde ein großes Stück Land in dieser Region von Robert Clark, einem Schmied, gekauft und an diesem Ort eine Schmiede eröffnet. Er verkaufte Land in dieser Region und ebnete so den Weg für den Ort Clarksville, der später in Tecumseth umbenannt wurde. Wiederum später wurde die Stadt in Beeton umbenannt. 
In der Stadt findet jährlich ein Honig-und-Garten-Festival statt.